# Tribalinae
Sous-famille
Les Tribalinae sont une sous-famille de coléoptères de la famille des Histeridae.

## Liste des genres
Selon BioLib (12 mars 2022) :
- genre Caerosternus Leconte, 1852
- genre Epierus Erichson, 1834
- genre Idolia Lewis, 1885
- genre Pseudepierus Casey, 1916
- genre Tribalus Erichson, 1834

Selon ITIS (12 mars 2022) :
- genre Caerosternus J. L. LeConte, 1852
- genre Epierus Erichson, 1834
- genre Idolia Lewis, 1885
- genre Parepierus Bickhardt, 1913
- genre Plagiogramma Tarsia in Curia, 1935
- genre Pseudepierus Casey, 1916
- genre Scaphidister Cooman, 1933
- genre Sphaericosoma Marseul, 1868
- genre Stictostix Marseul, 1870
- genre Tribalasia Cooman, 1941
- genre Tribalus Erichson, 1834

Selon NCBI (12 mars 2022) :
- genre Epierus
- genre Idolia
- genre Parepierus
- genre Plagiogramma
- genre Stictostix
- genre Tribalister